# William Ambrose Cowley

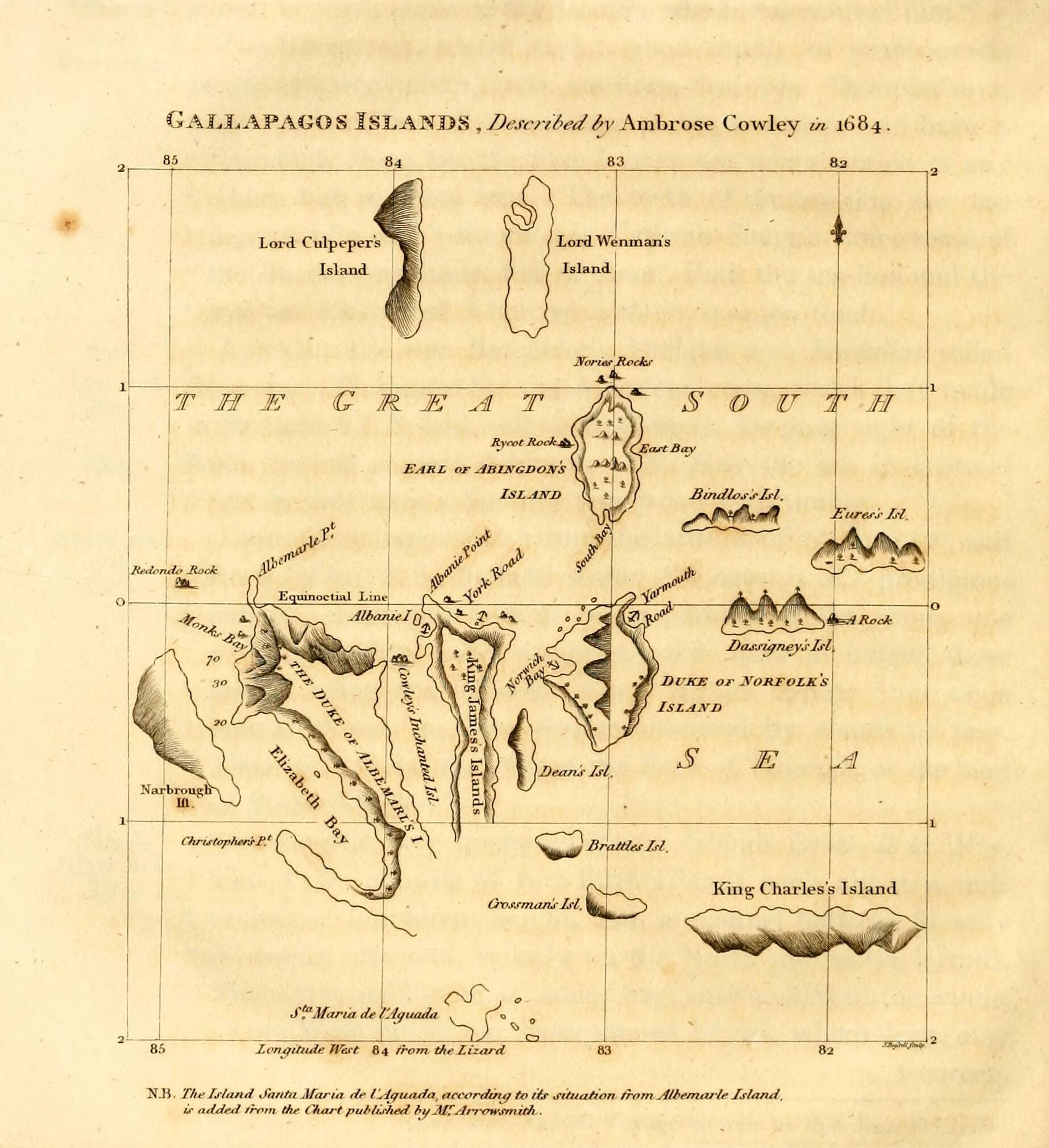
Mapa de las islas Galápagos como fueron descritas por Cowley en 1684.

William Ambrose Cowley fue un marino y bucanero británico del siglo XVII que paso por las islas Galápagos durante su circunnavegación del mundo —que habían sido descubiertas en 1535, cuando el religioso dominico fray Tomás de Berlanga, entonces obispo de Panamá, se dirigía al Perú— y que publicó el primer mapa de las islas en 1684. (Los primeros mapas que incluyeron las islas fueron los preparados por Abraham Ortelius y Mercator alrededor de 1570, en que las islas estaban descritas como Insulae de los Galopegos [Islas de las Tortugas]).
En su diario también informó del descubrimiento de la mítica isla Pepys, supuestamente situada al norte de las islas Malvinas, lo que provocó que gran número de navegantes la buscasen en vano, ya que esa tierra no existe.
Entre 1683 y 1686 circunnavegar el mundo.